# Katarzynki (województwo warmińsko-mazurskie)
Katarzynki – osada w Polsce położona w województwie warmińsko-mazurskim, w powiecie iławskim, w gminie Iława.
Osada położona w lesie przy szosie Iława – Radomno, blisko osady znajdują się dwa jeziora, od północnej Czerwone, zaś od południowo-wschodniej jezioro Radomskie.
W latach 1975–1998 miejscowość należała administracyjnie do województwa olsztyńskiego.